# Hraniční meandry Odry
Hraniční meandry Odry este o arie protejată (arie specială de conservare — SAC, sit de importanță comunitară — SCI) din Republica Cehă întinsă pe o suprafață de 125,87 ha, integral pe uscat.

## Localizare
Centrul sitului Hraniční meandry Odry este situat la coordonatele 49°56′13″N 18°20′59″E / 49.936944°N 18.349722°E.

## Înființare
Situl Hraniční meandry Odry a fost declarat sit de importanță comunitară în aprilie 2005 pentru a proteja 4 specii de animale. Situl a fost protejat și ca arie specială de conservare în iulie 2012.

## Biodiversitate
Situată în ecoregiunea continentală, aria protejată conține 1 habitat natural: Păduri aluvionare cu Alnus glutinosa și Fraxinus excelsior (Alno-Padion, Alnion incanae, Salicion albae).
La baza desemnării sitului se află mai multe specii protejate:
- amfibieni (1): izvoraș-cu-burta-galbenă (Bombina variegata)
- nevertebrate (2): Cucujus cinnaberinus, Osmoderma eremita
- pești (1): boarță (Rhodeus amarus)